# Alexandra Gandi-Ossau
Alexandra Gandi-Ossau (* 1968 in Arad, Sozialistische Republik Rumänien) ist eine rumänische Theaterregisseurin und ehemalige Intendantin des Deutschen Staatstheaters Temeswar.

## Leben
Alexandra Gandi absolvierte 1993 das Studium an der Regieabteilung der Nationaluniversität der Theater- und Filmkunst „Ion Luca Caragiale“ in Bukarest. Seither hatte sie Verpflichtungen an verschiedenen Bühnen im In- und Ausland, darunter am Tourneetheater Landgraf und in Freiburg im Breisgau. Von 2001 bis 2003 arbeitete Alexandra Gandi als Intendantin am Deutschen Staatstheater Temeswar.